# Guy Sorman
Guy Sorman (ur. 10 marca 1944) – francuski dziennikarz, publicysta polityczny i filozof.

## Życiorys
Absolwent prestiżowej École nationale d’administration. Jest współpracownikiem m.in. „Le Figaro”, „Wall Street Journal”, a także polskiego tygodnika „Europa” (dodatek do „Dziennika”). Najczęściej kojarzony z klasycznym liberalizmem. Oficer Legii Honorowej (2018), założyciel Wydawnictwa Sorman (1975).

## Publikacje
Po polsku ukazały się jego książki:
- Amerykańska rewolucja konserwatywna (1984, 1986) – wydana w drugim obiegu
- Rozwiązanie liberalne (1985) – wydana w drugim obiegu
- Państwo minimum (1987) – wydana w drugim obiegu
- Wyjść z socjalizmu (1991)
- Prawdziwi myśliciele naszych czasów (1993)
- W oczekiwaniu na barbarzyńców (1997)
- Dzieci Rifa’y: muzułmanie i nowoczesność (2002, 2007)
- Made in USA (2005)
- Rok Koguta (2006)
- Ekonomia nie kłamie (2008)